# Rosenmüllerhöhle
Die Rosenmüllerhöhle, auch Rosenmüllershöhle genannt, ist eine natürliche Karsthöhle bei Muggendorf einem Ortsteil der oberfränkischen Gemeinde Wiesenttal im Landkreis Forchheim in Bayern.
Die Höhle wurde im Jahr 1790 entdeckt und befindet sich in der Fränkischen Schweiz, einem Teil der Fränkischen Alb. Im Höhlenkataster Fränkische Alb (HFA) ist die Höhle als C 5 / 6133-1040 registriert.
Die Höhle wird von mindestens acht Fledermausarten als wichtiges Winterquartier genutzt. Sie darf deshalb von 1. Oktober bis 31. März nicht betreten werden.

## Geographische Lage
Die Rosenmüllerhöhle liegt im Naturpark Fränkische Schweiz-Veldensteiner Forst etwa 600 m nördlich des Ortskerns von Muggendorf, einem ostsüdöstlichen Gemeindeteil von Wiesenttal. Ihr Eingang befindet sich nördlich oberhalb des Wiesenttals auf rund 430 m Höhe auf dem Südhang eines bewaldeten Bergs (494,1 m ü. NHN).

## Geschichte und Beschreibung
Die Rosenmüllerhöhle wurde im Jahr 1790 von Johann Ludwig Wunder entdeckt, einem Sohn des Höhleninspektors Georg Wunder. Der Leipziger Arzt und Professor der Anatomie Johann Christian Rosenmüller war der erste Fremde, der die Höhle 1793 besuchte. Ihm zu Ehren trug die Höhle fortan seinen Namen. 
Der ursprüngliche Einstieg liegt in etwa 13 Meter Höhe, dadurch konnte die Höhle nur durch beschwerliches Abseilen begangen werden. Die Höhle besteht im Wesentlichen aus einem 16 Meter hohen Hauptraum und ist nach Neuvermessung 112 Meter lang. Um die Höhle als Schauhöhle zu betreiben, wurde 1836 ein 8 Meter langer künstlicher Eingang geschaffen, durch den man heute noch die Höhle betritt. Von 1836 bis 1960 wurde die Höhle als Schauhöhle betrieben und zählt somit zu den ältesten Schauhöhlen der Fränkischen Schweiz. Der alte Führungsweg steigt über eine versinterte Schutthalde (auch als „Parnass“ bezeichnet) hinauf. Am oberen Ende führen einzelne Gänge in weitere Kammern, zum Beispiel die Wachskammer. Einen besonders romantischen Eindruck erweckte die Beleuchtung mittels Kerzen, die Halter sind noch heute vorhanden.
Die Rosenmüllerhöhle zählte zu den schönsten Tropfsteinhöhlen der Fränkischen Schweiz. Seit der Einstellung des Schauhöhlenbetriebs im Jahr 1960 ist die Höhle frei zugänglich, in der Folge wurde fast der gesamte Tropfsteinschmuck gestohlen. Vereinzelt sind an der Decke noch Sinterstrukturen vorhanden. Das ursprüngliche Treppengeländer wurde durch ein Edelstahlgeländer ersetzt (Stand 2016).
Die Höhle ist als Naturdenkmal ausgewiesen.

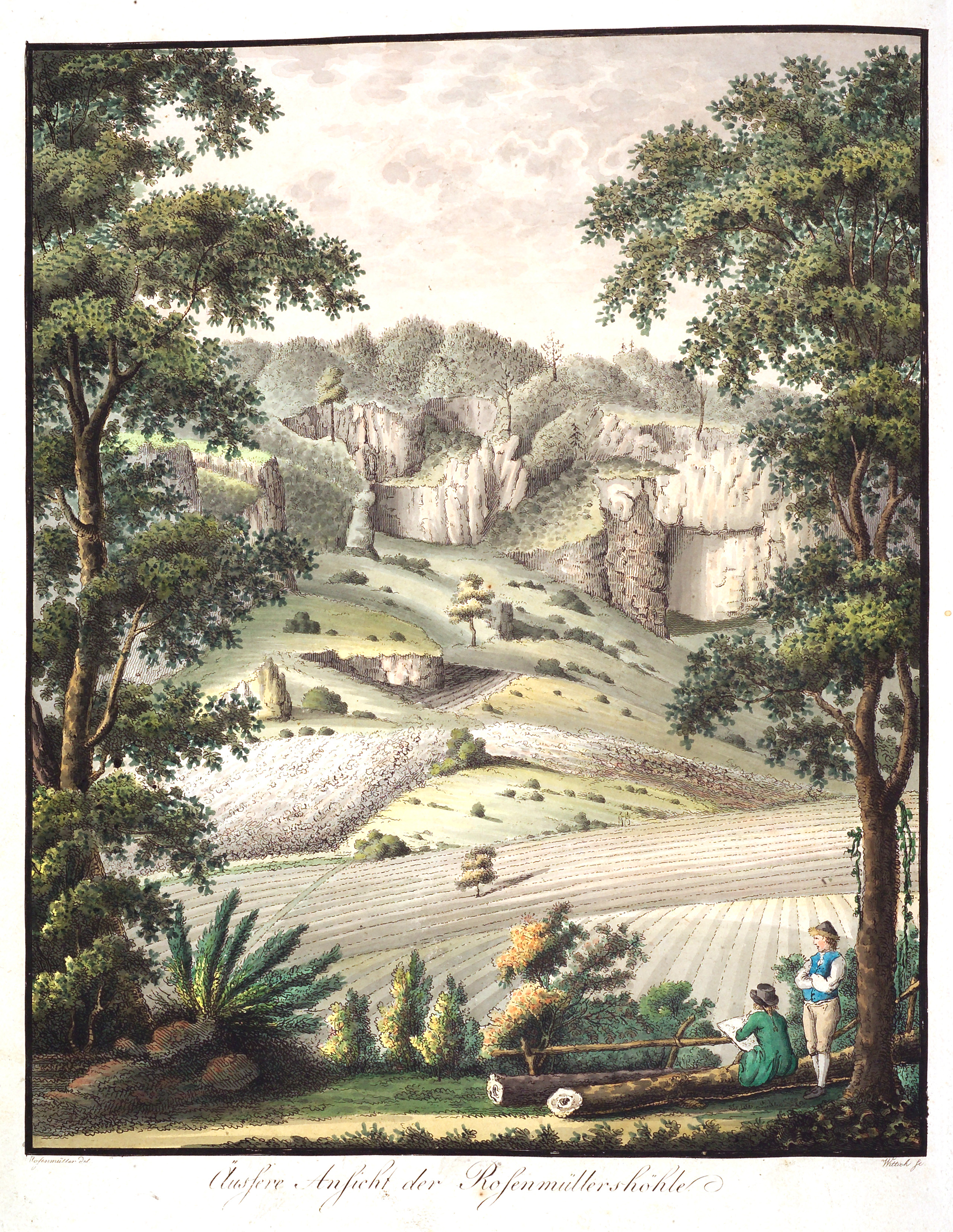
Grotte in der Rosen-müllerhöhle, 1804
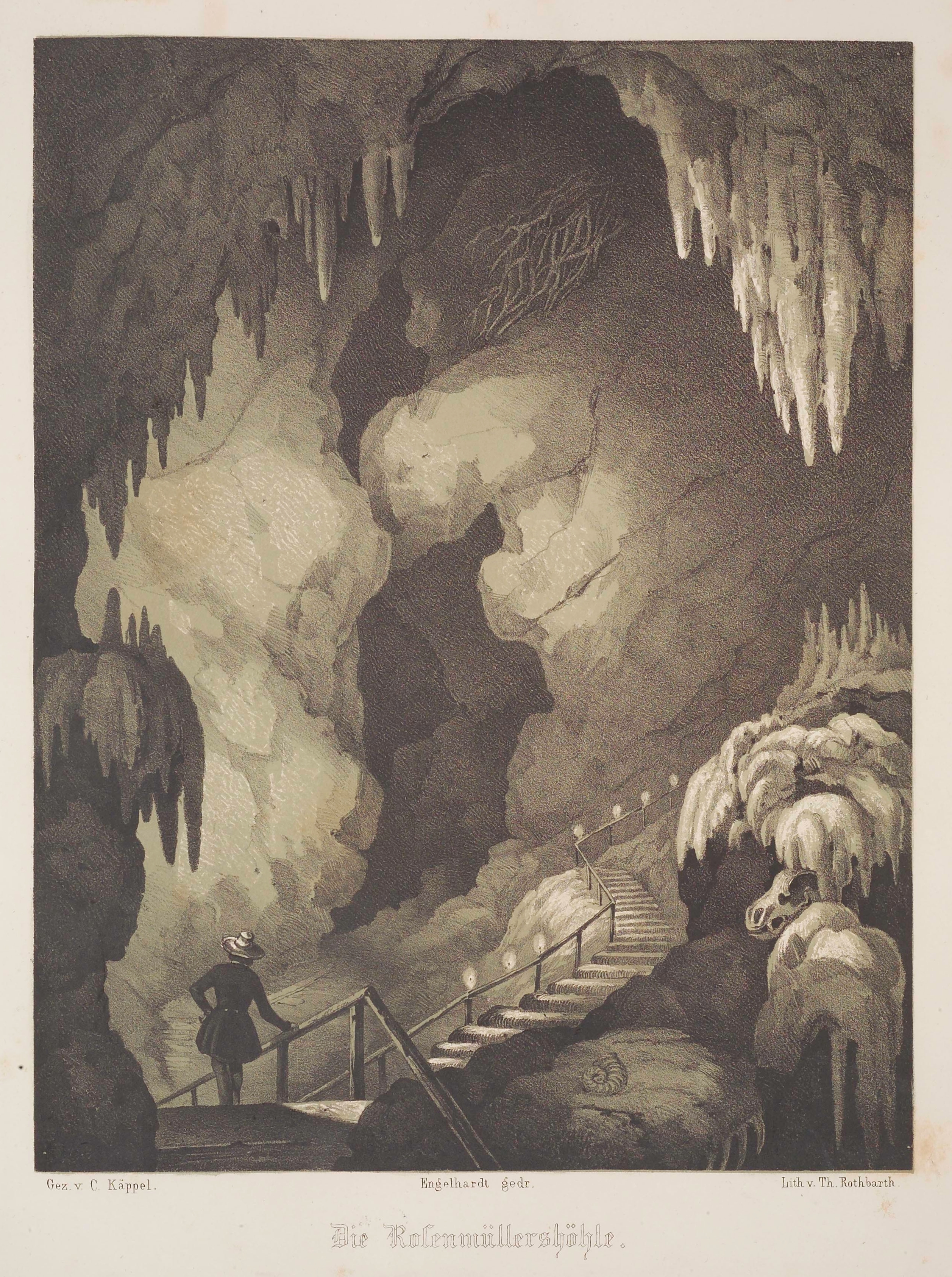
Rosenmüller-höhle, um 1840
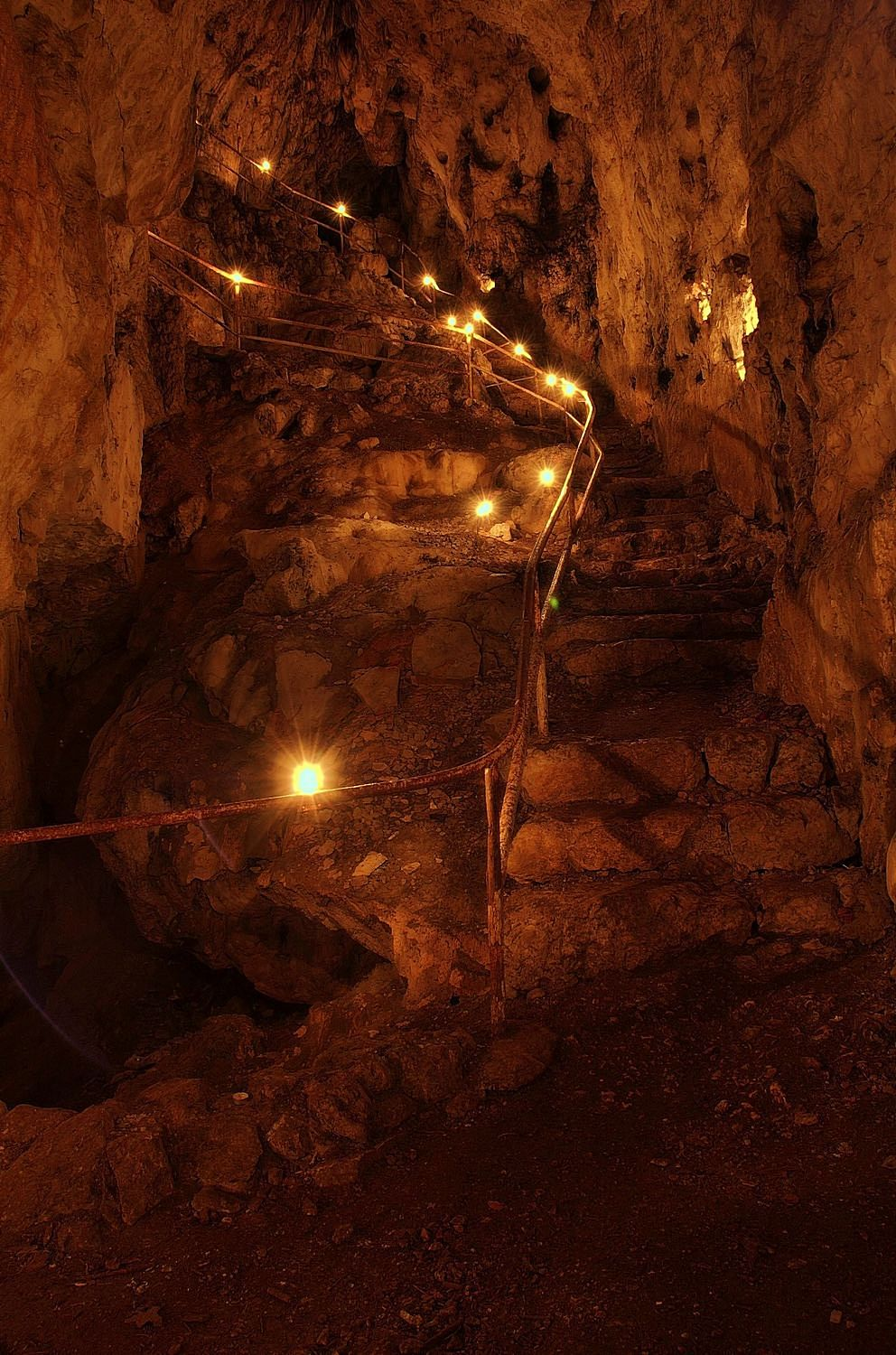
Haupthalle, beleuchtet
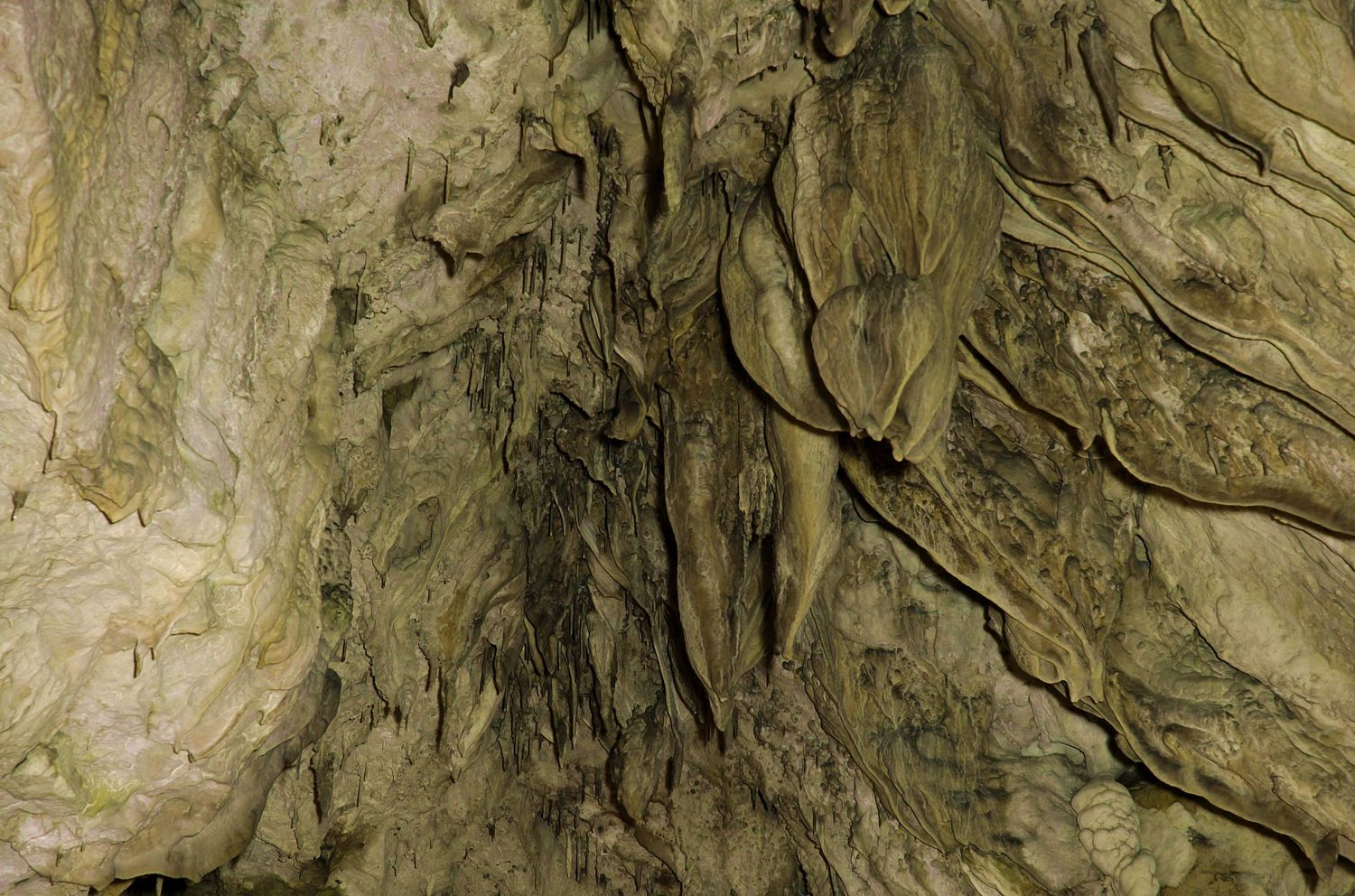
Sinterschmuck
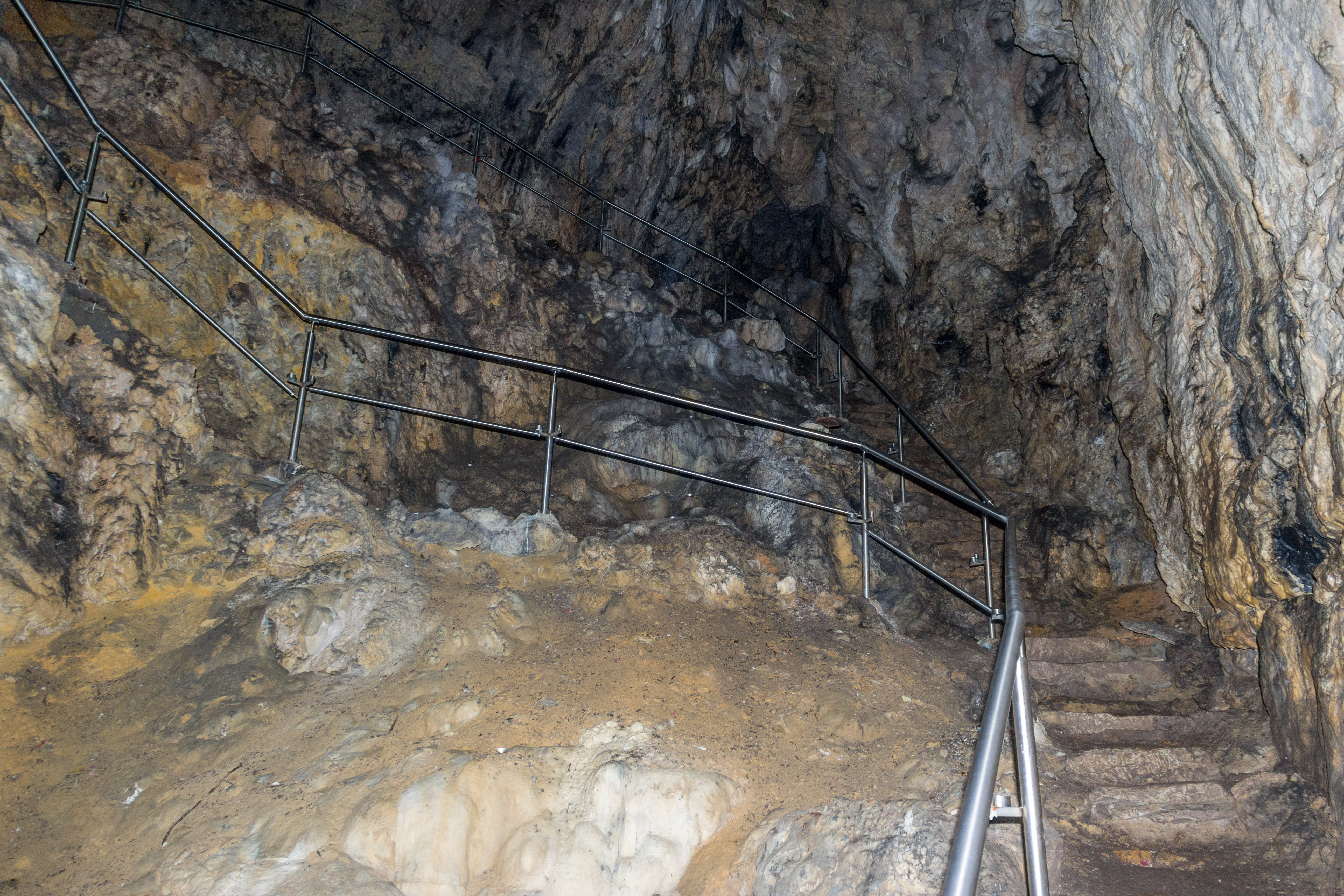
Treppenrundweg
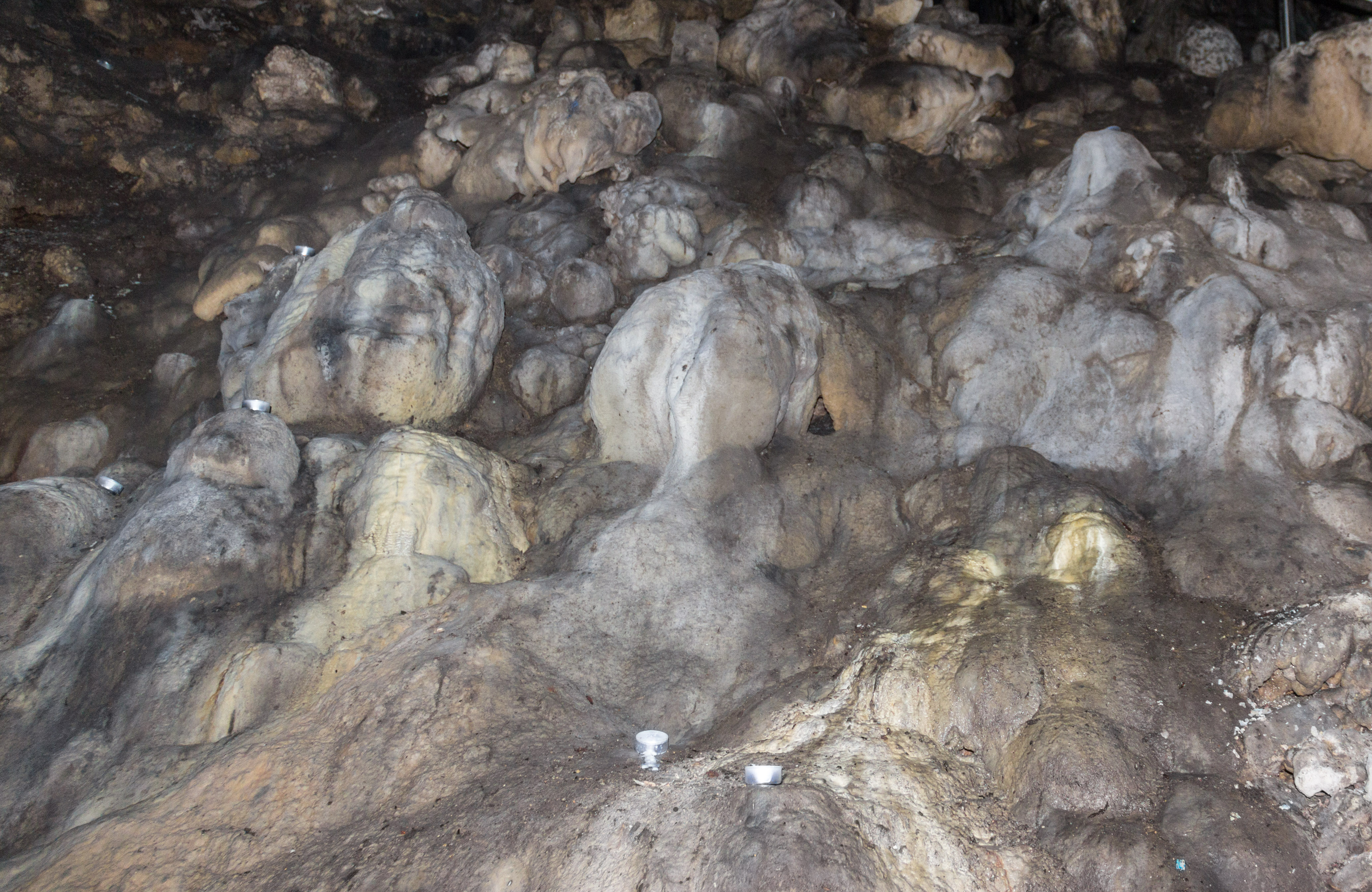
Tropfsteine